# Karl Klaunig
Karl August Klaunig (* 28. Juni 1824 in Wellerswalde bei Oschatz; † 21. Februar 1861 in Leipzig) war ein deutscher Lehrer. Er war Oberlehrer an der städtischen Realschule zu Leipzig und hat Bedeutung für die Entwicklung amtlicher Regelwerke für die deutsche Rechtschreibung.

## Leben
Karl Klaunig stammte aus einem Lehrerhaushalt. Mit 15 Jahren trat er 1839 in das Königliche Schullehrer-Seminar zu Grimma ein. Danach studierte er trotz schlechter finanzieller Voraussetzungen Pädagogik und Theologie. Mit 25 Jahren erlangte er die theologische Candidatur und eine provisorische Lehrerstelle an der Leipziger Armenschule. Mit 27 Jahren legte er die Prüfung für das höhere Schulamt ab und erhielt mit 28 eine Stelle an der ersten Bürgerschule in Leipzig. Mit 30 erlangte er die Stelle eines ordentlichen Lehrers der deutschen Sprache, Geschichte und Geographie an der städtischen Realschule zu Leipzig, die er bis zu seinem Tod mit 36 Jahren bekleidet hat.

## Wirken
In Leipzig wurde 1854 auf Anregung des Direktors der Realschule Johann Karl Christoph Vogel aus den Lehrerkollegien der Realschule und der ersten und zweiten Bürgerschule eine Kommission gebildet, die Vorschläge zu einer Einigung in der deutschen Rechtschreibung vorlegen sollte. Nachdem diese Vorschläge 1856 vorlagen, wurde Dr. Karl Klaunig mit den Vorarbeiten für eine weitere Prüfung der Vorschläge beauftragt. 
Klaunig gelangte bei der Ausarbeitung zu folgendem Grundsatz: 
"Die Schule hat in allen denjenigen Fällen, in welchen sich im Laufe des letzten Jahrhunderts oder der vorhergehenden Jahrhunderte eine bestimmte Schreibweise festgesetzt hat, dieselbe beizubehalten, unbekümmert darum, ob die neuen historischen Forschungen dieselbe als richtig oder falsch bezeichnen; in allen schwankenden Fällen dagegen setze sie eine Schreibweise nach der geschichtlich wahrnehmbaren Entwicklung des neuhochdeutschen Lautsystems fest."

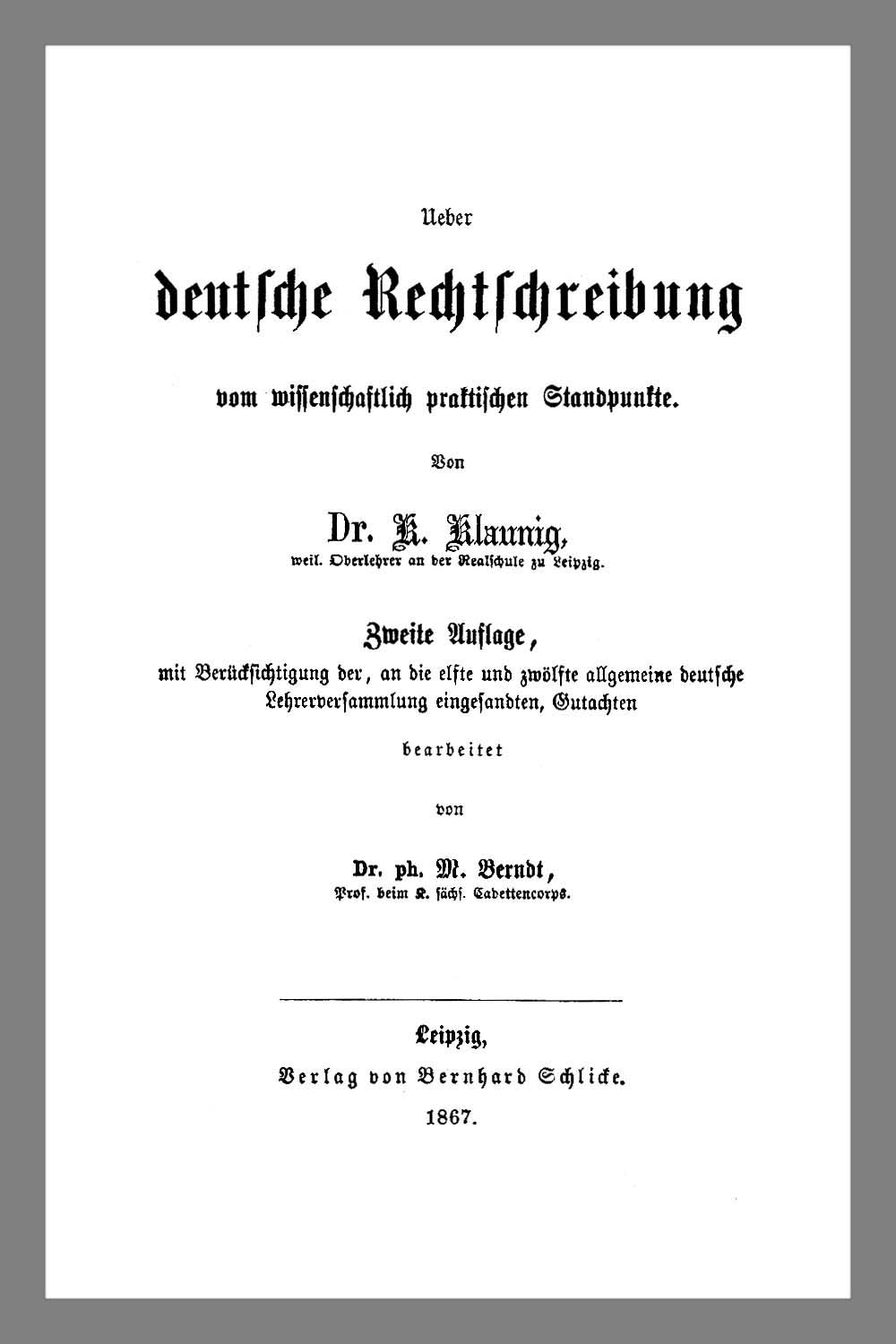
Ueber deutsche Rechtschreibung 1857/1867

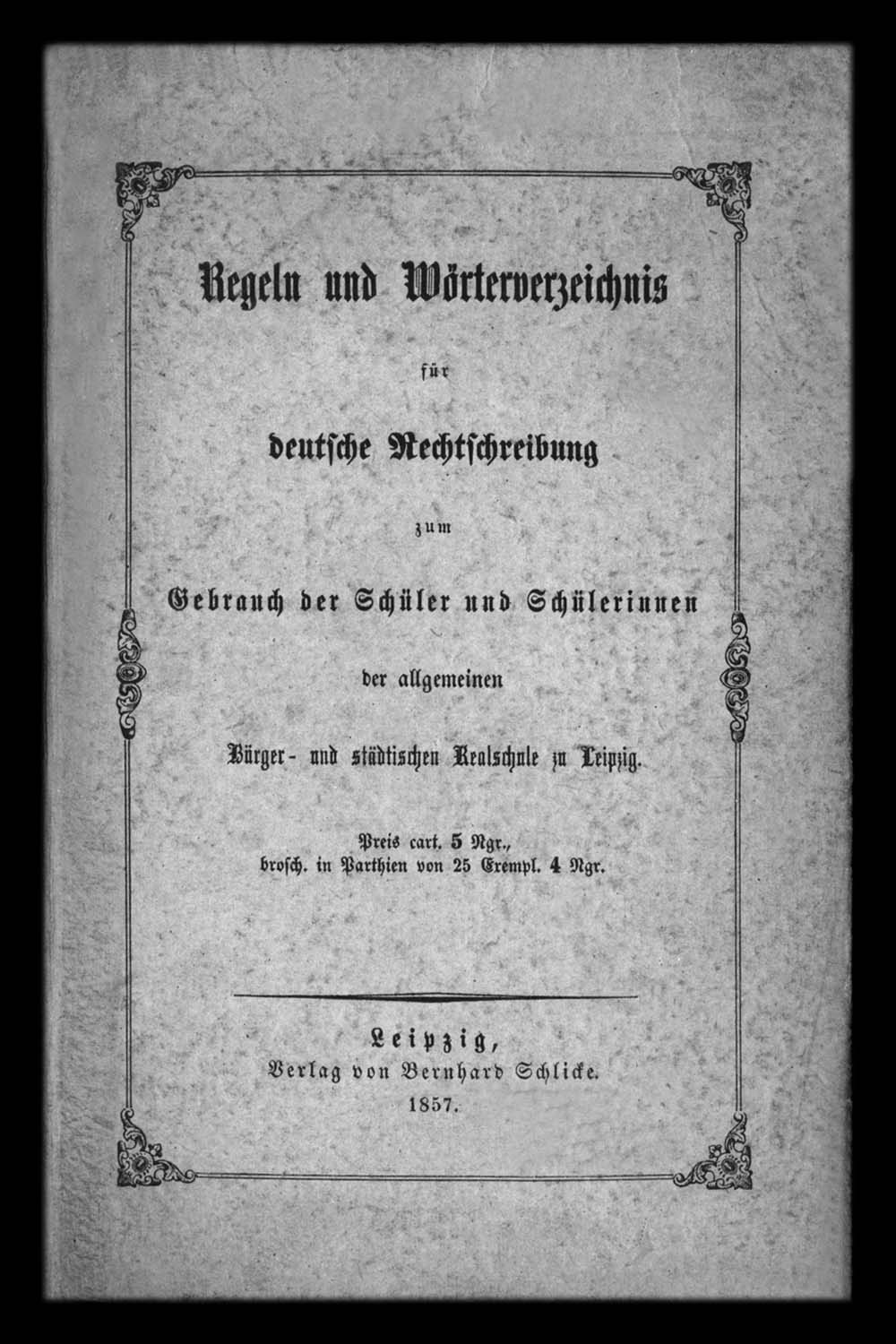
Regeln und Wörterverzeichnis 1857/1865

Mit diesem Grundsatz erarbeitete Klaunig einen Entwurf und erhielt nach geringfügigen Änderungen die Zustimmung der Kommission und einer Konferenz der Lehrerschaft der Leipziger Realschule und der ersten und zweiten Bürgerschule. Sofort danach veröffentlichte er 1857 das Werk unter dem Titel Ueber deutsche Rechtschreibung vom wissenschaftlich praktischen Standpunkte. Um die dargestellte vereinheitlichte Schreibung möglichst schnell und ohne große Schwierigkeiten verwirklichen zu können, wurde gleichzeitig für die Hand der Schüler aus diesem Werk ein Auszug gedruckt, der den Titel Regeln und Wörterverzeichnis für deutsche Rechtschreibung trug. Dieses kleine Regelbuch hatte 12 Seiten Regeln und 29 Seiten Wörterverzeichnis. 
Dem kleinen Buch war großer Erfolg beschieden. In der Allgemeinen Deutschen Lehrerzeitung wurde dazu aufgerufen, das Werk als Grundlage für Erörterungen einer deutschen Einheitsschreibung in Schulen zu verwenden und entsprechende Gutachten einzusenden. Die eingeschickten zahlreichen Gutachten ergaben einige kleinere Änderungen. Sie wurden 1865, vier Jahre nach Klaunigs Tod, in die zweite Auflage des Regelbüchleins eingearbeitet. Von dem Hauptwerk erschien 1867 eine zweite Auflage, bearbeitet von Dr. Moritz Berndt. 
Mit den Regeln und Wörterverzeichnis für Schüler hat Klaunig nicht nur die Schulorthographie in Schulen Sachsens und anderer deutscher Staaten mehr als zwei Jahrzehnte beherrscht, sondern er hat damit auch das Muster verbreitet, nach dem 1861 in Württemberg, 1879 in Bayern, 1880 in Preußen und Sachsen und 1881 in Baden erstmals amtliche Regelbücher für die deutsche Rechtschreibung zur Benutzung in den Schulen herausgegeben wurden.

## Schriften
- Ueber deutsche Rechtschreibung vom wissenschaftlich praktischen Standpunkte. Leipzig 1857. Zweite Auflage 1867.
- Regeln und Wörterverzeichnis für deutsche Rechtschreibung zum Gebrauch der Schüler und Schülerinnen der allgemeinen Bürger- und städtischen Realschule in Leipzig. Leipzig 1857. Zweite Auflage 1865.
- Ernst der Fromme: Herzog von Gotha. Leipzig 1857, nach seinem Leben und Wirken dargestellt in Wort und Bild von Karl Klaunig und H. J. Schneider.